# Films 59
Films 59 es una productora cinematográfica catalana propiedad de Pere Portabella. Fundada originalmente en Madrid en 1959 para emprender el rodaje de Los golfos, el debut como director de Carlos Saura, hasta 2025 ha acreditado 30 producciones incluyendo películas, documentales o mediometrajes.

## Historia
A principios de la década de los años 1960 Films 59 produce y participa en algunos de los títulos más emblemáticos del cine español como El cochecito (Marco Ferreri, 1960). Sin embargo tras el escándalo de Viridiana (Luis Buñuel, 1961), cinta que se alzó con la Palma de Oro del Festival de Cannes pero que fue duramente criticada por la Iglesia Católica a través de su periódico L'Osservatore Romano, las autoridades franquistas inhabilitan a Pere Portabella como productor.
A finales de la misma década Films 59 reemprende sus actividades, básicamente centradas en la producción de películas que dirige el propio Portabella.

## Producciones
Entre su producción figuran los siguientes títulos:
- Los golfos, de Carlos Saura (195)
- El cochecito, de Marco Ferreri (1960)
- Viridiana, de Luis Buñuel (1960)
- No compteu amb els dits, de Pere Portabella (1967)
- Nocturn 29, de Pere Portabella (1969)
- Hortensia/Beancé, de Antonio Maenza
- Cuadecuc, vampir, de Pere Portabella (1970)
- Umbracle, de Pere Portabella (1971)
- El sopar, de Pere Portabella (1974)
- Informe General, de Pere Portabella (1976)
- Puente de Varsovia, de Pere Portabella (1989)
- Tren de sombras, de José Luis Guerín (1997)
- Die Stille vor Bach (El silencio antes de Bach), de Pere Portabella (2007)
- Mudanza, de Pere Portabella (2008)
- Cenizas, de Carlos Balbuena (2013)
- No estamos solos, de Pere Joan Ventura (2015)
- Informe General II, de Pere Portabella (2015)
- En el mismo barco, de Rudy Gnutti (2016)
- Das Kapital, de Adrián Onco (2020)
- Coto privado de caza, de Carlos Balbuena (2025)